# Abd-al-Karim ibn Abd-al-Wàhid ibn Mughith
Abd-al-Karim ibn Abd-al-Wàhid ibn Mughith fou un general de l'emirat de Qúrtuba a les ordres de l'emir Hixam I.
El 794 dues columnes assolaren el Regne d'Astúries: la comandada per Abd-al-Karim atacava de nou Àlaba sense problemes, mentre que el seu germà Abd-al-Màlik ibn Abd-al-Wàhid ibn Mughith, que atacava el centre del regne, seria derrotat i mort en la batalla de Lutos. El 795 foren dues les columnes dirigides per Abd-al-Karim: amb una d'elles va derrotar els asturians a les batalles de las Babias, el riu Quirós i el riu Nalón; i el 796 va dirigir una altra columna contra el Regne d'Astúries.